# Simonurius
Genre
Simonurius est un genre d'araignées aranéomorphes de la famille des Salticidae.

## Distribution
Les espèces de ce genre se rencontrent en Amérique du Sud.

## Liste des espèces
Selon World Spider Catalog (version 23.0, 15/04/2022) :
- Simonurius expers Galiano, 1988
- Simonurius gladifer (Simon, 1901)
- Simonurius pisac (Galiano, 1985)
- Simonurius quadratarius (Simon, 1901)

## Systématique et taxinomie
Ce genre a été décrit par Galiano en 1988 dans les Salticidae.

## Étymologie
Ce genre est nommé en l'honneur d'Eugène Simon .

## Publication originale
- Galiano, 1988 : « Revision de los géneros del grupo Hurieae (Araneae, Salticidae). » Journal of Arachnology, vol. 15, no 3, p. 285-301 (texte intégral).